# Runcina africana
Runcina africana is een slakkensoort uit de familie van de Runcinidae. De wetenschappelijke naam van de soort werd voor het eerst geldig gepubliceerd in 1953 door Pruvot-Fol.